# Turnera castilloi
Turnera castilloi är en passionsblomsväxtart som beskrevs av M.M. Arbo. Turnera castilloi ingår i släktet Turnera och familjen passionsblomsväxter. Inga underarter finns listade i Catalogue of Life.